# Гурка-Вонсоська
Гурка-Вонсоська (пол. Górka Wąsoska, нім. Gurkau) — село в Польщі, у гміні Вонсош Гуровського повіту Нижньосілезького воєводства.
Населення — 80 осіб (2011).
У 1975-1998 роках село належало до Лешненського воєводства.

## Демографія
Демографічна структура станом на 31 березня 2011 року:
|          | Загалом | Допрацездатний вік | Працездатний вік | Постпрацездатний вік |
| -------- | ------- | ------------------ | ---------------- | -------------------- |
| Чоловіки | 42      | 7                  | 30               | 5                    |
| Жінки    | 38      | 6                  | 25               | 7                    |
| Разом    | 80      | 13                 | 55               | 12                   |